# Петрача
Петрача (тайск.: เพทราชา; 1632—1703) — король Аютии (гг. правления 1688—1703), основатель последней аютийской династии. Петрача являлся одним из ближайших советников короля Нарая (гг. правления 1657—1688). Кроме того, Петрача занимал пост Командира слоновой гвардии в Королевской армии Аютии.

## Происхождение
Петрача родился в 1632 году в провинции Супанбури. Де ла Лубера писал, что Петрача был двоюродным братом короля Нарая, а его мать служила медсестрой короля. Кроме того, известно, что сестра Петрачи была одной из жен Нарая.

## Карьера
Петрача был Командиром слонового корпуса Королевской армии Аютии. Вместе с королем Нараем Петрача создал руководство по уходу за слонами и управлению этими животными во время военных походов. Петрачу иногда называли «Принцем слонов».
Многие тайские историки отмечали, что Петрача не стремился занять королевский престол. В то же время западные историки утверждали, что Петрача был очень амбициозным молодым человеком. Кроме того, Петрача был довольно популярной личностью среди офицеров сиамской армии. Известно, что Петрача был ярым последователем буддизма, что обеспечило ему уважение и поддержку со стороны буддийской сангхи, которая в тот период имела огромное влияние на сиамское общество. Король Нарай доверял Петраче, посвящал его в личные дела и назначал регентом, когда покидал Аютию.

## Революция в Сиаме в 1688 году
В XVII веке Сиам считался одним из важнейших государств в регионе Юго-Восточной Азии. Государство находилось на перекрестье торговых путей из Ближнего Востока в Японию и Китай. Это не могло не привлекать страны Запада, которые находились в постоянных поисках рынков сбыта собственных товаров. В 1660-е гг. правительство Сиама было обеспокоено возможным вторжением голландцев и англичан. В этот период сиамцы надеялись на то, что развитие торговых и дипломатических отношений с Францией обеспечит им поддержку этой страны в конфликтах с Англией и Голландией.
Тем не менее, у Франции были свои планы на Сиам, которые в 1680-е гг. стал точкой распространения геополитического влияния страны. В Аютии была расположена штаб-квартира общества Парижских иностранных миссий. Путем активной пропаганды католической веры и миссионерской деятельности планировалось обратить сиамцев в католичество, а затем превратить Сиам в свою колонию, использовать ресурсы страны в своих целях. В 1680-х гг. король Нарай уже находился под влиянием французского агента Констанция Фалькона.
Пра Петрача был против заключения любых договоров с Францией. Петрача уверял Нарая и королевский совет, что Сиам — не первая страна, куда с «благими» намерениями пришли европейцы. Петрача утверждал, что у Сиама еще есть шанс вернуть стране полную независимость. Тем не менее, Нарая не прислушался к своему советнику, поскольку считал, что Франция поможет в борьбе с Англией и Голландией, а если отказаться от помощи, то Сиаму придется искать силы на войну не с двумя противниками, а с тремя. В 1687 году были подписаны «Соглашения» между Сиамом и Францией, согласно которым Франция фактически получила реальную власть над страной. Тем не менее, назревал кризис, народ не смог вытерпеть засилье иностранцев. Пра Петрача созвал верных ему чиновников и офицеров. На общем совете было принято решение противостоять французам. Талантливый военачальник Петрача понимал, что главная сила движения — это народ. По этой причине новоиспеченная оппозиция стала вести активную пропаганду среди народа. Петрача призывал народ выступить против иностранцев, обещал снизить налоги, когда французы покинут Сиам. В мае 1688 года в Лопбури вспыхнуло восстание. Констанций Фалькон был арестован. Петрача вступил в переговоры с командиром французской армии. Было подписано соглашение об эвакуации французских войск.
В 1688 году Пра Петрача, благодаря поддержке сиамской знати и буддийской сангхи, вступил на сиамский трон. Петрача был объявлен «освободителем отчизны и защитником религии».